# Człon różniczkujący
Człon różniczkujący (idealny) (ang. derivative term) – w automatyce to człon, który na wyjściu daje sygnał {\displaystyle y(t)} proporcjonalny do pochodnej sygnału wejściowego {\displaystyle x(t){:}}
{\displaystyle y(t)=k\cdot x'(t)}
Poddanie powyższego związku obustronnej transformacji Laplace’a daje związek pomiędzy transformatami obu sygnałów:
{\displaystyle Y(s)=ks\ X(s)}
Stąd transmitancja członu różniczkującego ma postać:
{\displaystyle G(s)=Y(s)/X(s)=ks}
Jego odpowiedź impulsowa wygląda następująco:
{\displaystyle g(t)=k{\frac {d\delta (t)}{dt}}}
Charakterystyka skokowa:
- w dziedzinie operatorowej:

{\displaystyle H(s)=k}
- w dziedzinie czasu:

{\displaystyle h(t)=k\cdot \delta (t)}
Charakterystyka amplitudowo-fazowa:
{\displaystyle G(j\omega )=kj\omega }
Charakterystyka fazowa:
{\displaystyle \phi (\omega )={\frac {\pi }{2}}}